# 姉歯武之進
姉歯 武之進（あねは たけのしん、弘化元年（1844年）? - 慶応4年5月1日（1868年6月20日））は仙台藩瀬上隊軍監。新政府軍と奥羽越列藩同盟との開戦のきっかけを作った人物。

## 生涯
陸奥国黒川郡大松沢（現・宮城県黒川郡大郷町）の仙台藩士・大河内頼存の弟に生まれ、元服後に栗原郡金成町の仙台藩士・姉歯忠三郎方へ婿入りし姉歯姓を名乗る。
元々長州藩とは仲が悪かった仙台藩だったが、鳥羽・伏見の戦いの後仙台で新政府軍の指揮を執ることとなった奥羽鎮撫総督府下参謀の長州藩士・世良修蔵の密書を見て「奥羽皆敵」の文言に怒り世良暗殺を決めたと言われるが、書簡の原本が存在せず、写本は改竄の痕跡があり事実かどうか疑わしい。
姉歯は仙台藩士・福島藩士を率いて世良を金沢屋にて襲撃、捕らえて暴行を加え阿武隈川の河原にて斬首。さらに暴行の痕跡を証拠隠滅するため、遺体を阿武隈川に遺棄した。この事件（世良修蔵惨殺事件）が発端となり、当時、会津藩の謝罪嘆願を受理しようとしていた朝廷側と全面対決することになった。
新政府軍軍監を斬り朝敵となった仙台藩に東北諸藩が加担し会津戦争が勃発し、同戦争の白河口の戦いにて流れ弾に当たり死亡。享年25。
遺体は栗原市金成姉歯の瑞満寺にて葬られたという。